# Solano (Las Hormazas)
Solano es uno de los tres barrios que conforman la localidad de Las Hormazas, situada en la provincia de Burgos , comunidad autónoma de Castilla y León (España) , comarca de Odra-Pisuerga , ayuntamiento de Las Hormazas .

## Datos generales
En 2024, el Barrio Solano contaba con 22 habitantes. está situado en el valle del río Hormazuela. Acceso por el este desde la carretera BU-601 en Villaute pasando por Barrio La Parte ; por el oeste la carreteras locales proveniente de Los Tremellos que conecta con la BU-622 a la altura de Miñón de Santibáñez ; por el sur la que comunica con Tobar , Manciles y Cañizar de Argaño donde conecta con la BU-627.

## Historia
La primera referencia escrita la hallamos en el Becerro Gótico de Cardeña en el año 1066, cuando tenía ya doscientos años de existencia; se la cita como Ormaza Mayor y perteneciente al alfoz de Villadiego.
Toda la corriente humana del río Hormazuela posibilita la creación de un alfoz propio y ya en el año de 1237, Las Hormazas era cabeza del Alfoz de Hormaza, siendo su tenente el ricohombre Gil Manrique de Manzanedo. Posteriormente los tres barrios nunca tuvieron separación concejil.

## Gastronomía
Un plato típico de esta zona es el cordero asado al vino blanco y con manteca de cerdo en horno de adobe con leña de olmo y servido en grandes cazuelas de barro para mantener convenientemente el calor. También son famosas las morcillas de arroz típicas de la región.

## Patrimonio
- Iglesia de San Pedro.
- Ermita de Nuestra Señora del Castillo.

## Himno a la Virgen del Castillo

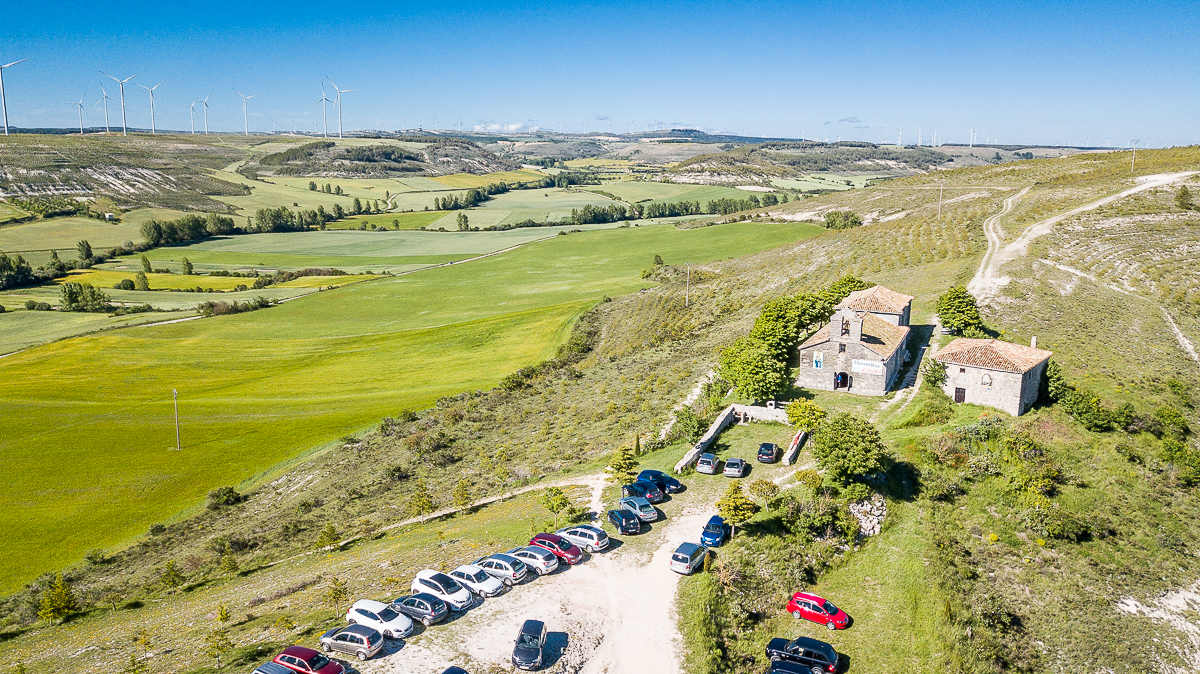
Ermita de Nuestra Señora del Castillo. Solano.

| Salve, Virgen del Castillo; Salve, Madre bondadosa; Salve, Madre milagrosa; Salve, Reina y nuestro amparo. | Con creciente fe tu pueblo, con entusiasmo y fervor, viene a tus pies y te ofrenda homenaje de su amor. | No desdeñes, oh Virgen bendita, a este pueblo que tú has elegido. Tus milagros y tus bendiciones bondadosa siempre has concedido | A la virgen cantemos, cristianos, no decaiga nuestra devoción. Entonad entusiastas un ¡viva!, expresión de filial corazón. |

## Medio ambiente
Coto privado de caza BU-10.684 , con una superficie de 2.759 hectáreas. Las especies cinegéticas dependiendo de las vedas son: la perdiz, la codorniz, el conejo y la liebre.